# Rekvijem (Mozart)
Rekvijem u d-molu, K. 626 je rekvijem skladatelja Wolfganga Amadeusa Mozarta, time poznat kao Mozartov Rekvijem. Mozart je napisao dio Rekvijema krajem 1791. godine, gdje je ostao nedovršen njegovom smrću 5. prosinca iste godine. Iduće ga je godine završio Franz Xaver Süssmayr. Koliko je poznato, Mozart je napisao skice za stavke Introit, Kyrie, Dies irae, Domine Jesu, Hostias i prvih osam taktova Lacrymose. Nije točno poznato koliko je Süssmayr izmijenio i koliko se oslanjao na Mozartove skice tijekom komponiranja, ali je uzeo zasluge za stavke Sanctus, Benedictus i Agnus Dei.

## Stavci
1. Introitus

1. Requiem aeternam

1. Kyrie
2. Sequentia

1. Dies irae
2. Tuba mirum
3. Rex tremendae
4. Recordare
5. Confutatis
6. Lacrymosa

1. Offertorium

1. Domine Jesu
2. Hostias

1. Sanctus
2. Benedictus
3. Agnus Dei
4. Communio

1. Lux aeterna
2. Cum sanctis tuis